# Eduardo Zóttola
Eduardo Enrique Zóttola (Tucumán, 25 de enero de 1945-Tucuman; 6 de mayo de 2025) fue un futbolista argentino que jugaba como defensor.

## Trayectoria deportiva

### Atlético Tucumán
Zóttola se formó en la divisiones inferiores de Atlético Tucumán y debutó en 1965. Jugó en el decano hasta 1966, cuando fue transferido al fútbol de Buenos Aires.

### Vélez
Llegó a Vélez en 1967 y terminó tercero del Campeonato Nacional. Al año siguiente terminó primero en su grupo del Metropolitano, pero cayó en semifinales ante Estudiantes. En el Nacional 1968 se coronó campeón, en lo que fue el primer título del fortín. Fue subcampeón del Metropolitano 1971, a un punto del primero.

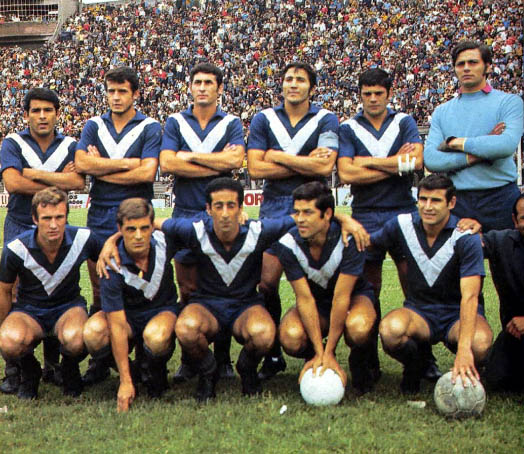
Formación de Vélez campeón 1968.

### Newells
Pasó a Newells en 1973, aunque su paso por la lepra no fue muy extenso.

### Regreso a Tucumán
En 1974 regresó a Tucumán para jugar con Atlético el Campeonato Nacional 1974.

### Belgrano
En 1975 se sumó a Belgrano, sin embargo no pudo consagrarse campeón de la Liga Cordobesa, pero si pudo clasificar al Nacional 1975.

## Clubes
| Club             | País      |
| ---------------- | --------- |
| Atlético Tucumán | Argentina |
| Vélez            | Argentina |
| Newells          | Argentina |
| Belgrano         | Argentina |

## Palmarés
| Título              | Equipo | País      | Año  |
| ------------------- | ------ | --------- | ---- |
| Campeonato Nacional | Vélez  | Argentina | 1968 |